# Peter Balazs (Mathematiker)

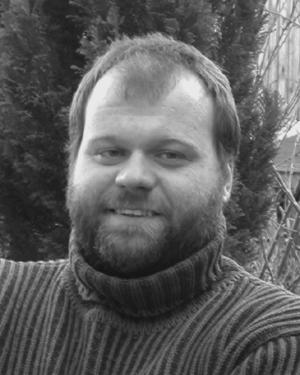
Peter Balazs

Peter Balazs (* 11. Dezember 1970 in Tulln an der Donau) ist ein österreichischer Mathematiker am Institut für Schallforschung Wien der Österreichischen Akademie der Wissenschaften.

## Leben
Er schloss 2001 sein Studium an der Universität Wien mit einer Diplomarbeit zum Thema Polynome über Gruppen mit Auszeichnung ab. Im Juni 2005 promovierte er über Regular and Irregular Gabor Multiplier with Application to Psychoacoustic Masking an der Numerical Harmonic Analysis Group, Fakultät für Mathematik der Universität Wien (NuHAG). Durch diese Kooperation bekam er die Möglichkeit mittels des Harmonic Analysis and Statistics for Signal and Image Processing EU Network (HASSIP) am Laboratoire d’Analyse, Topologie, Probabilités (LATP), CMI und LMA, Centre national de la recherche scientifique Marseille von November 2003 bis April 2004 zu studieren und im August 2005 an der FYMA, UCL in Louvain-La-Neuve.
Peter Balazs ist seit 1999 Mitarbeiter des Instituts und seit 2008 Leiter der Arbeitsgruppe Mathematik und Signalverarbeitung in der Akustik. 2011 erfolgte die Habilitation von Balazs für das Fach Mathematik an der Universität Wien. Seit 2012 ist er Direktor des Institut für Schallforschung.

## Forschung
Peter Balazs beschäftigte sich in seiner fächerübergreifenden Forschung vor allem mit der Verbindung von Mathematik und Akustik. Insbesondere in den Bereichen
- Frame-Theorie
- Zeit-Frequenz-Analyse
- Signalverarbeitung und Implementierung
- Modellierung von Maskierungseffekten
- andere Anwendungen in der Akustik, wie z. B. Sprechererkennung.

## Publikationen (Auszug)
- 2006 P. Balazs, H.G. Feichtinger, M. Hampejs, G. Kracher; "Double Preconditioning for Gabor Frames”; IEEE Transactions on Signal Processing, Vol. 54, No.12, pp. 4597–4610 (2006)
- 2007 P. Balazs, „Basic Definition and Properties of Bessel Multipliers“, Journal of Mathematical Analysis and Applications, Volume 325, Issue 1, pp. 571–585,
- 2007 P. Majdak, P. Balazs, B.Laback, „Multiple Exponential Sweep Method for Fast Measurement of Head Related Transfer Functions“, Journal of the Audio Engineering Society, Vol. 55, No. 7/8, pp. 623 – 637
- 2008 P. Balazs, „Matrix Representation of Operators Using Frames“, Sampling Theory in Signal and Image Processing, Vol. 7, No. 1, pp. 39–54
- 2010 P. Balazs, B. Laback, G. Eckel, W. Deutsch, „Time-Frequency Sparsity by Removing Perceptually Irrelevant Components Using a Simple Model of Simultaneous Masking“, IEEE Transactions on Audio, Speech and Language Processing, Vol. 18 (1), pp. 34–49
- 2010 D. Marelli, P. Balazs, „On Pole-Zero Model Estimation Methods Minimizing a Logarithmic Criterion for Speech Analysis“, IEEE Transactions on Audio, Speech and Language Processing, Volume 18 (2), pp. 237 – 248
- 2011 J. P. Antoine, P. Balazs, „Frames and Semi Frames“, Journal of Physics A: Mathematical and Theoretical, vol. 44, 205201
- 2012 D. Stoeva, P. Balazs, „Invertibility of Multipliers“,  Applied and Computational Harmonic Analysis, Vol. 33 (2), pp. 292–299

## Auszeichnungen
- Für das Projekt FLAME (Frames and Linear Operators for Acoustical Modeling and Parameter Estimation) wurde Balazs 2011 mit dem START-Preis ausgezeichnet.[3][4]
- Anerkennungspreis des Landes Niederösterreich für Wissenschaft[5]